# 野馬操田
野馬操田（やばそうでん、拼音: yěmǎcàotián  イエマァーツァォティェン）は、シャンチー（中国象棋）の残局（終盤）の1つである。「江湖四大名局」の1つ。野馬噪田とも。
初期の局面は駒の配置が異なり、1801年に出版された『百局象棋譜』では紅方の一・四に兵、黒方の1・4に卒が配置されている。1817年に出版された『竹香齋象戲譜』では、黒方の1・4の卒は除かれているが、紅方の一・四の兵は残っている。1879年に出版された『蕉窗逸品』で現在の配置となった。
紅方の帥には詰めろがかかっている。開始局面は紅方が有利なように見え、2枚の俥と1枚の傌で黒方を簡単に詰ますことができるように錯覚するが詰まず、十数手進むと、紅方の俥と傌が、黒方の車と卒と戦う局面となる。原譜は引き分けとされていたが、研究の結果、黒の勝ちという結論が出ている。

## 解法例（原譜）
1. 車一進四 象5退7
2. 車一平三 士5退6
3. 馬三進四 将5進1
4. 馬四退六 将5平4
5. 馬六進四 将4平5
6. 馬四退六 将5平4
7. 車三退一 士4進5
8. 馬六進四 将4進1
9. 馬四退五 将4退1
10. 馬五進七 将4退1
11. 車二平六 将4平5
12. 相五退七 車2平3
13. 相七退九 卒5平4
14. 帥六平五 車3平5
15. 帥五平四 前卒平5
16. 車六平四 車5平9
17. 車三退八 卒4進1
18. 馬七退五 卒4進1
19. 馬五進四 士5進6
20. 車四平五 士6退5
21. 車五退四 車9平6
22. 車五平四 卒4平5
23. 帥四平五 車6進2
24. 車三進六 卒1進1
25. 車三平九 車6退4
26. 相七進五